# 建畠大夢
建畠 大夢（たてはた たいむ、1880年2月29日 - 1942年3月22日）は、彫刻家、帝国芸術院会員。本名は彌一郎。

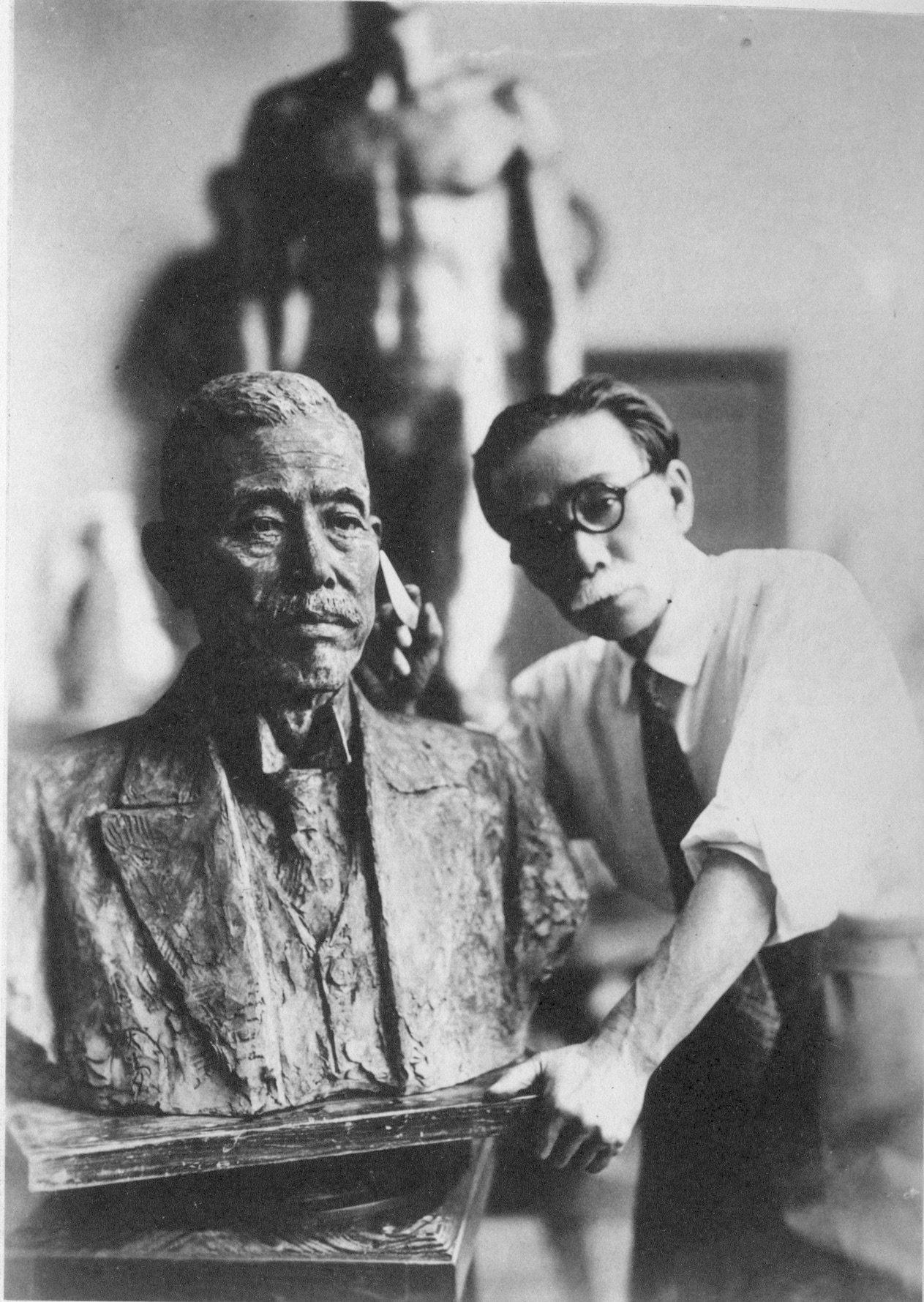
京都帝国大学教授森島庫太の銅像を作る建畠大夢。1937年頃。

## 生涯
1880年2月29日、和歌山県有田郡城山村大字境川（現：有田川町境川）の豪農・建畠喜助の四男として生まれる。野上尋常高等小学校を卒業後、叔父・小林山卿が大阪府で医院を開業していたため、父の希望により大阪医学校へ入学した。
しかし、医師になることを嫌い、叔父の友人・木島櫻谷の紹介で京都市立美術工芸学校に転校、1907年には東京美術学校彫刻科へ編入学して白井雨山に師事し、1911年に同校を卒業した。在学中から文部省美術展覧会に出品し、「閑静」（1908年）や「ながれ」（1911年）で三等賞受賞。
1919年、帝国美術展覧会審査員に任命され、下村観山、川端龍子、保田龍門をはじめとする同郷の芸術家と南紀美術会を組織した。1920年には東京美術学校教授に就任し、1921年に曠原社を結成。1927年、新設された帝国美術院会員となり、1937年には依頼を受けて伊藤博文銅像を製作し国会議事堂中央広間に設置された。
1940年、自身の研究所を拡大して直土会を組織し、多くの門下生を育てたが、1942年3月22日に心臓病のため63歳で死去。

## 家族
- 父・建畠喜助 - 和歌山の豪農。建畠家は代々山林業を営み、大庄屋として苗宇帶刀を許されていた[1]。
- 妻・しげよ - 和歌山県多額納税者で山林業の海瀨定一の妹[2]
- 長男・建畠覚造 - 彫刻家
- 次男・建畠嘉門 - 建築家
- 長女・房子 - 白鳥清の長男・白鳥芳郎に嫁ぐ[3]
- 孫に彫刻家、日本大学芸術学部美術学科教授の建畠朔弥、国立国際美術館長、京都市立芸術大学長の建畠晢。
- 叔父・小林山卿（山郷） - 1889年に日本で初めて小児科専門医院を大阪船場で開業[4]。1888年に医学を学ぶため米国に留学し、そのとき見た西洋式大農場経営を参考に朝鮮の論山近郊で小林農場を開き、大阪で医業の傍ら、その経営にもあたった[5]。甲南学園発起人のひとり。

## 代表作品
- 伊藤博文立像（1938年、国会議事堂１階中央広間）